# بریکوت
بریکوت (به انگلیسی: Barikot) یک شهر در پاکستان است که در خیبر پختونخوا واقع شده‌است.